# 湯米·佩吉

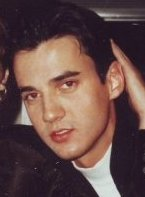
1991年的湯米·佩吉

湯瑪斯·奧爾登·佩吉（英語：Thomas Alden Page，1970年5月24日—2017年3月3日），又譯湯瑪斯艾登佩吉暱稱湯米·佩吉（Tommy Page），生於美國新澤西州葛倫瑞奇，流行音樂歌手。

## 生平
湯米·佩吉出生於葛倫瑞奇，在西凱德威爾長大。6歲時開始學習鋼琴。在16歲時，搬到紐約，在夜店找到寄衣間侍者的工作，曾經接待過惠特妮·休斯顿等明星。在此時，他開始把自己的作品製作成試聽帶，寄給電台唱片騎師（DJ）。在18歲時，獲得機會，為電影Shag寫作主題曲，1988年出版自己的專輯《A Shoulder To Cry On》。1992年與葉蒨文合唱歌曲《I'm Always Dreaming Of You》。
2011年，成為華納兄弟唱片公司的經理，曾經簽下喬許·葛洛班等歌手。
2017年3月3日，在住處上吊自殺過世。

## 家庭
湯米·佩吉是一名男同性戀者，與其伴侶共同養育三個子女。